# André Hartmann

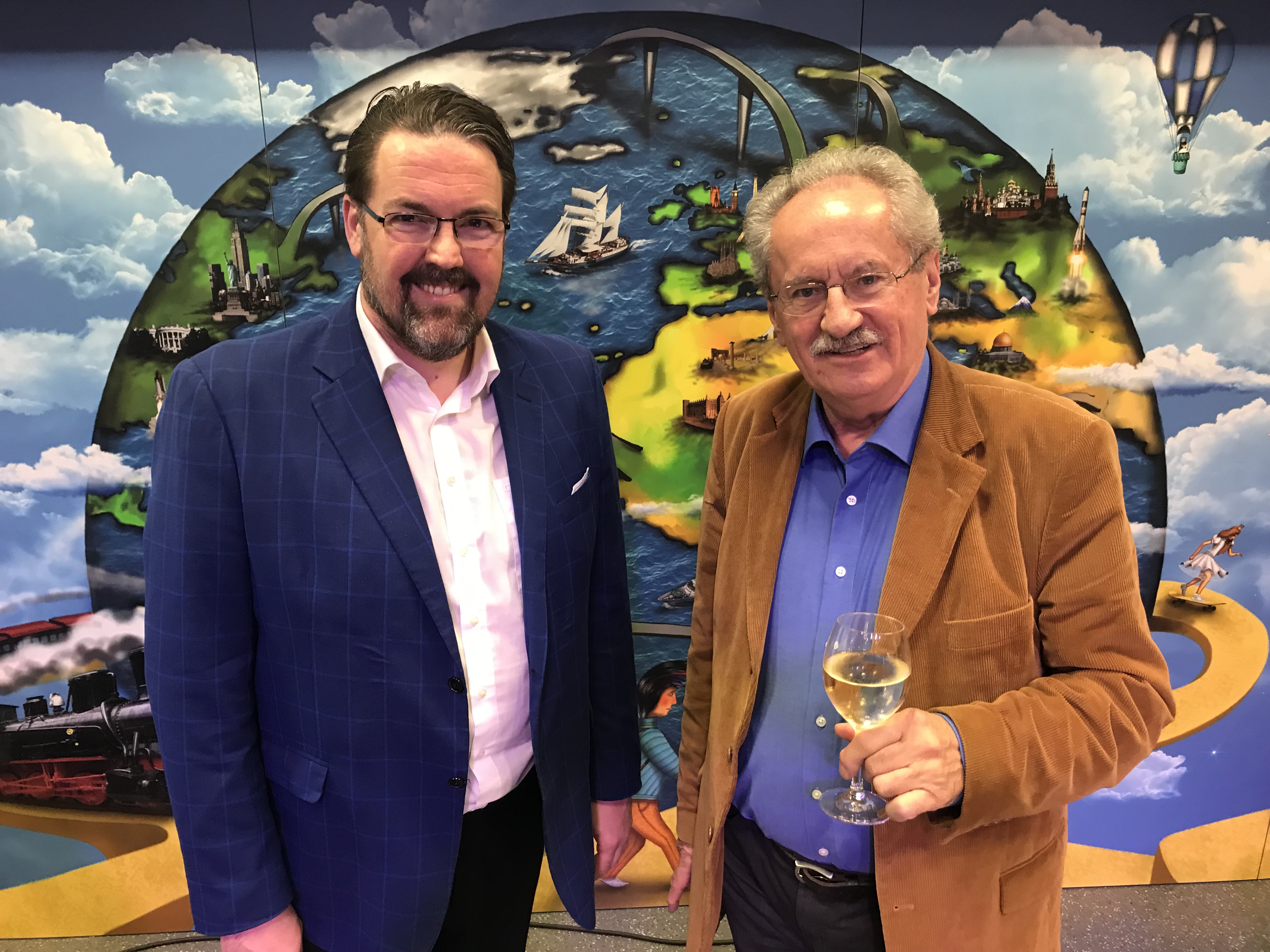
André Hartmann (links) mit Christian Ude im November 2022 im Kulturzentrum 2411 in München

André Hartmann (* 1976 in Starnberg) ist ein deutscher Musikkabarettist, Stimmenimitator und Conférencier. Er wurde mehrfach ausgezeichnet und wirkte beim Fernsehsingspiel am Nockherberg mit.

## Leben und Wirken
Während seines Studiums an der Hochschule für Musik und Theater München entdeckte er sein Talent für das Musikkabarett. Seinen Durchbruch hatte Hartmann 2005 mit der Darstellung von Gerhard Schröder beim Singspiel auf dem Nockherberg. Auch den ehemaligen Oberbürgermeister von München Christian Ude imitierte Hartmann von 2010 bis 2012 als Double am Nockherberg im TV.
In München bespielt er seit Jahren Bühnen wie die Lach- und Schießgesellschaft, das Theater Heppel & Ettlich oder das Künstlerhaus am Lenbachplatz. Außerdem wirkt er als Moderator bei der jährlichen Verleihung des Sigi-Sommer-Talers im Schlachthof. Seit 2009 spielt er die Rolle des „Herzog Kasimir III“ bei Festivitäten der „Damischen Ritter“ in München.
Programme seit 2018 sind „Rikscha Sightseeing von A bis Z“ sowie seine Hommage an Monaco Franze im Hofspielhaus, mit dem Titel „Monaco & Fränz“. Seit 2018 ist er Gastgeber und Conferencier bei seiner monatlichen Talkrunde im Hofspielhaus mit Prominenten aus Politik und Gesellschaft sowie aus der Kunstszene.
Im Juni 2019 erhielt André Hartmann den Schwabinger Kunstpreis. Die Laudatio hielt Christian Ude. Hartmann trat bisher in über 20 Ländern auf.

## Preise
- Kabarett Kaktus (2003)
- Förderpreis der Sudetendeutschen Landsmannschaft (2006)
- Goldene Weißwurst (2012)[9]
- Kaleidoskop München (2013)[10]
- Kufsteiner Salzfassl (2015)[11]
- Erster Platz Fränkischer Kabarettpreis (2014)[12]
- AZ-Stern der Woche (2017)[13]
- Preis der Leidenschaft im Hofspielhaus (2018)[14]
- Schwabinger Kunstpreis (2019)[15]

## Soziales Engagement
Seit 1998 Jahren engagiert sich Hartmann für Schulprojekte für arme Kinder in Nepal und gründete die Nepalhilfe Starnberg e. V. Ein Dokumentarfilm über diese Projekte wurde 2016 veröffentlicht.